# Paloviče
Paloviče – wieś w Słowenii, w gminie Tržič. W 2018 roku liczyła 73 mieszkańców.